# 頦紋綠鸚嘴魚
頦紋綠鸚嘴魚，為輻鰭魚綱鱸形目隆頭魚亞目鸚哥魚科的其中一種，分布於西印度洋的紅海及亞丁灣海域，體長可達31公分，棲息在礁石區，以藻類為食，可做為食用魚。